# Корравиллер
Корравилле́р (фр. Corravillers) — коммуна во Франции, находится в регионе Франш-Конте. Департамент — Верхняя Сона. Входит в состав кантона Фоконье-э-ла-Мер. Округ коммуны — Люр.
Код INSEE коммуны — 70176.

## География
Коммуна расположена приблизительно в 340 км к востоку от Парижа, в 90 км северо-восточнее Безансона, в 50 км к северо-востоку от Везуля.
По территории коммуны протекает река Брёшен.

## Население
Население коммуны на 2010 год составляло 201 человек.
| 1962 | 1968 | 1975 | 1982 | 1990 | 1999 | 2010 |
| ---- | ---- | ---- | ---- | ---- | ---- | ---- |
| 516  | 438  | 388  | 291  | 233  | 223  | 201  |

## Администрация
| Период | Период | Фамилия         | Партия | Примечания      |
| ------ | ------ | --------------- | ------ | --------------- |
| ?      | 1959   | Капитен Жерар   |        | военный         |
| 1959   | 1995   | Жан-Мари Клеман |        | предприниматель |
| 1995   | 2008   | Анри Гранмужен  |        |                 |
| 2008   | 2014   | Катрин Лальман  |        |                 |

## Экономика
В 2010 году среди 122 человек трудоспособного возраста (15-64 лет) 82 были экономически активными, 40 — неактивными (показатель активности — 67,2 %, в 1999 году было 63,4 %). Из 82 активных жителей работали 71 человек (48 мужчин и 23 женщины), безработных было 11 (7 мужчин и 4 женщины). Среди 40 неактивных 6 человек были учениками или студентами, 20 — пенсионерами, 14 были неактивными по другим причинам.